# Cuban Missile Crisis: The Aftermath
Cuban Missile Crisis: The Aftermath còn gọi là The Day After: Fight for Promised Land trong bản tiếng Nga gọi là Caribbean Crisis (tiếng Nga: Карибский кризис), là trò chơi máy tính thuộc thể loại chiến thuật thời gian thực do hãng 1C Company của Nga phát hành, Black Bean ở châu Âu và Strategy First ở Mỹ. Game sử dụng Enigma engine của Nival Interactive và tương tự như Blitzkrieg.
Trò chơi còn có phần tiếp theo là Cuban Missile Crisis: Ice Crusade đã được phát hành. Nó là một bản mở rộng độc lập của Cuban Missile Crisis lấy bối cảnh năm năm sau chiến tranh. 

## Cốt truyện
Trò chơi dựa trên một kết quả có thể xảy ra trong cuộc khủng hoảng tên lửa Cuba năm 1962, khi một chiếc U-2 bị bắn hạ, dẫn đến một cuộc chiến hạt nhân tận thế và chiến tranh thế giới thứ ba. Liên Xô xâm chiếm châu Âu và Trung Đông, được bảo vệ bởi quân đội Pháp và Đức trong khi họ đang cố gắng để đưa những người châu Âu đến Trung Phi, về phía liên minh Anh-Mỹ chỉ cố gắng tự mình bảo vệ phần đất còn lại ở Nam Mỹ và Nam Phi, nhân cơ hội đấy phía Trung Quốc bèn phát động một cuộc chiến xâm lược Liên Xô và phần còn lại của châu Á. Tất cả các bên đều đang cố gắng tránh xảy ra mùa đông hạt nhân, gây ra từ việc trao đổi vũ khí hủy diệt hàng loạt (WMD), mà còn bao gồm toàn bộ Bắc bán cầu (Có khả năng tiêu diệt mọi sự sống). Các phe có thể chơi được gồm:
Liên minh Anh-Mỹ (Đôi khi gọi là"Liên minh Đại Tây Dương"): Một liên minh quân sự được thành lập bởi phần còn lại của Hợp Chủng Quốc Hoa Kỳ và Vương quốc Anh. Chiến dịch Anh-Mỹ bắt đầu ở châu Âu, trước sức tiến công của kẻ thù đã buộc Mỹ và Anh phải rút quân của họ khỏi châu lục này. Sau đó họ mang quân tiến vào Nam Tư để chiếm đoạt các nguồn tài nguyên rồi xâm nhập vào Miến Điện cũng những lý do tương tự. Ở màn chơi thứ ba liên quân Anh-Mỹ bắt đầu xâm chiếm Tây Ban Nha, rồi dùng nơi này để chuyển nguồn tài nguyên chiếm được của Nam Tư qua eo biển Gibraltar (do Liên minh Pháp-Đức kiểm soát). Sang màn chơi cuối cùng diễn ra tại Nam Phi. Vào cuối cuộc chiến, Liên minh Anh-Mỹ đã bình định toàn bộ Nam Mỹ, hầu hết miền nam châu Phi và Úc. Theo như trong game thì liên minh Anh-Mỹ có quân số kém hơn so với Liên Xô và Trung Quốc nhưng lại sở hữu hải quân mạnh nhất. (Điều này được thể hiện trong game, lý giải vì sao họ có thể xâm nhập vào bất cứ nơi nào trên thế giới). Hầu hết các đơn vị quân của phe này đều nói tiếng Anh.
Liên minh Pháp-Đức (Đôi khi gọi là"Liên minh châu Âu"): Một liên minh các quốc gia châu Âu. Trong khi những người đóng góp chính là Pháp và Tây Đức, nhiều quốc gia châu Âu, như Ý chỉ tham gia liên minh này sau khi Hoa Kỳ rút khỏi châu Âu và Liên Xô xâm lược. Chiến dịch phe Pháp-Đức bắt đầu ở Trung Âu, nơi quân châu Âu cố gắng làm chậm bước tiến công của quân đội Liên Xô. Sau đó, liên minh đi đến Scandinavia để giúp đỡ Thụy Điển và các nước Bắc Âu khác. Chiến dịch thứ ba diễn ra tại bán đảo Iberia, nơi quân châu Âu cố lập phòng tuyến chống lại Liên Xô trong khi chính phủ sơ tán người dân và tài nguyên từ châu Âu đến Tây Phi. Giai đoạn cuối cùng của họ diễn ra ở Tây Phi chống lại Liên Xô. Sau chiến tranh liên quân Pháp-Đức định cư ở Tây Phi. Họ có một số ít lãnh thổ vào cuối game. Những đơn vị quân của phe này có thể nói tiếng Pháp hoặc tiếng Đức.
Liên Xô: Liên Xô sở hữu nguồn nhân lực và tài nguyên rất lớn trong game khiến họ trở thành phe có tiềm lực khá mạnh. Chiến dịch của Liên Xô bắt đầu ở Đông Âu, nơi họ giao chiến với quân châu Âu đã từ chối rời khỏi lãnh thổ Liên Xô (mất ngay sau chiến tranh hạt nhân). Họ nhanh chóng tiến đánh Bỉ và Pháp, do đó kết thúc cuộc xâm lược châu Âu của họ và đánh bại Liên minh châu Âu ở châu Âu. Sau trong chiến dịch thứ tư họ chiến đấu chống lại người Mỹ và Anh tại Nam Tư cũng vì vấn đề tài nguyên ở đó. Chiến dịch thứ ba diễn ra tại Siberia, nơi các quân đội Liên Xô phải đối phó với một cuộc tấn công bất ngờ từ phía Trung Quốc. Chiến dịch cuối cùng diễn ra tại Trung Đông và châu Phi, nơi Liên Xô chiến đấu với liên quân Ả Rập/Israel (các đơn vị quân Mỹ/Anh) nhằm tạo ra một hành lang cho Ai Cập (một đất nước thân thiện). Từ đó họ chuyển đến định cư ở Đông Phi và đánh bại lực lượng thực dân ở đó. Vào cuối cuộc chiến Liên Xô đã bình định cả Trung Đông và Đông Phi, từ Ai Cập đến Mozambique. Tất cả các đơn vị quân của Liên Xô trong game đều nói tiếng Nga và sử dụng vũ khí thử nghiệm như Obyekt 279.
Trung Quốc: Vào lúc bắt đầu cuộc chiến, Trung Quốc theo lệnh của Mao Trạch Đông liên minh với Liên Xô đã tiến hành các cuộc không kích vào các căn cứ không quân Mỹ ở Philippines. Hoa Kỳ trả đũa bằng cách tấn công Bắc Kinh bằng vũ khí hạt nhân. Sau khi cuộc tấn công khủng khiếp này xảy ra đã giết chết nhiều người trong số các thành viên chủ chốt của Trung Quốc, bao gồm cả bản thân Mao, một cuộc cách mạng xảy ra ở trong nước chống lại những người trung thành với Mao. Người chơi trong vai một viên chỉ huy của lực lượng cách mạng chống lại phe Mao xít. Sau khi đánh bại những người ủng hộ của Mao trong chiến dịch đầu tiên, Trung Quốc bèn mang quân xâm chiếm Siberia để cưỡng đoạt tài nguyên. Chiến dịch thứ ba diễn ra ở Nam Trung Quốc và Bắc Việt Nam, nơi Trung Quốc phải chiến đấu chống lại liên quân Anh-Mỹ và châu Âu. Chiến dịch cuối cùng diễn ra ở Indonesia. Vào cuối cuộc chiến, Trung Quốc đã bình định cả vùng Đông Dương và Indonesia. Quân đội Trung Quốc trong game sử dụng các trang thiết bị từ đống vũ khí cũ thời Thế chiến II thuê của Mỹ cho đến vũ khí hiện đại của Liên Xô và bản sao các loại vũ khí tương tự của Trung Quốc. Trong suốt chiến dịch, Mao được nhớ đến như một bạo chúa và phải chịu trách nhiệm về hoàn cảnh khó khăn của Trung Quốc. Tuy nhiên vào lúc cuối game hình ảnh của Mao Trạch Đông được nhìn thấy ở Trung Quốc là đang bị giam giữ ở Singapore.

## Lối chơi
Cũng như Blitzkrieg, các trận chiến diễn ra trên một địa hình gần 3D với góc nhìn 2D. Các trận đánh có các mùa màng, đới khí hậu và điều kiện thời tiết khác nhau, tất cả đều có thể ảnh hưởng đến lối chơi trong game. Người chơi còn có thể xây dựng cầu cống, rãnh đào và hố, đặt mìn, tiếp tế và các đơn vị sửa chữa và gọi không yểm khi cần thiết. Hầu như tất cả mọi thứ có thể bị phá hủy, bao gồm các công trình và cầu đường, nó chỉ đơn giản là vấn đề cung cấp đủ chất nổ. Cây cối và rừng rậm có thể đốn ngã bởi xe tăng hoặc pháo binh, và mặt đất có thể bị cày xới bởi bom đạn.
Trực thăng vận tải có thể hạ cánh, bốc hoặc chở bộ binh. Binh sĩ và tổ lái tăng có thể bỏ mạng vì bức xạ bệnh tật khi ở các thị trấn bị chiếu xạ từ cuộc tấn công hạt nhân. Chỉ có đội NBC có thể chiến đấu và qua lại được. Tên lửa đất đối không cũng có thể tấn công máy bay. Việc mở rộng dựa trên các nhiệm vụ chơi đơn của Blitzkrieg, The Day After sử dụng chức năng chiến dịch với quản lý tài nguyên (theo hình thức hậu cần nhiên liệu) và kiểm soát lực lượng không quân. Người chơi nhận được viện binh vào đầu mỗi chương và có khả năng nâng cấp chúng. Có 4 chiến dịch: Liên Xô, liên minh Anh-Mỹ, liên minh Pháp-Đức và Trung Quốc.